# Ожогин (хутор)
Ожогин —  опустевший хутор  в Кумылженском районе Волгоградской области России. Входит в состав  Букановского сельского поселения. 

## География
Расположен в  западной части региона в лесной зоне, в пределах Хопёрско-Бузулукской равнины, являющейся южным окончанием Окско-Донской низменности.
Уличная сеть сеть не развита.
Абсолютная высота 132 метра над уровнем моря.

## Население
| 2010 |
| ---- |
| 0    |

## Инфраструктура
Было развито личное подсобное хозяйство.

## Транспорт
Просёлочные дороги. 